# Carretera Federal 101
La Carretera Federal 101 es una carretera mexicana que recorre los estados de Tamaulipas y San Luis Potosí, inicia en Matamoros donde entronca con la Carretera Federal 2 y termina cerca del poblado de Viga, tiene una longitud total de 500 km.
De los 500 km que tiene de longitud la carretera México 101, le corresponden 498 km a Tamaulipas y 2 km a San Luis Potosí.
Las carreteras federales de México se designan con números impares para rutas norte-sur y con números pares para las rutas este-oeste. Las designaciones numéricas ascienden hacia el sur de México para las rutas norte-sur y ascienden hacia el Este para las rutas este-oeste. Por lo tanto, la carretera federal 101, debido a su trayectoria de norte-sur, tiene la designación de número impar, y por estar ubicada en el Norte de México le corresponde la designación N° 101.

## Trayectoria

### Tamaulipas
Longitud = 498 km
- Matamoros - Carretera Federal 2
- San Germán
- Ampliación la Loma - Carretera Federal 97
- Francisco Villa
- San Fernando
- Jiménez
- Nuevo Padilla
- Güémez
- Ciudad Victoria - Carretera Federal 85
- Jaumave
- Palmillas
- Tula
- Miguel Hidalgo

### San Luis Potosí
Longitud = 2 km
- Entronque Carretera Federal 80